# Dorsale (réseau)

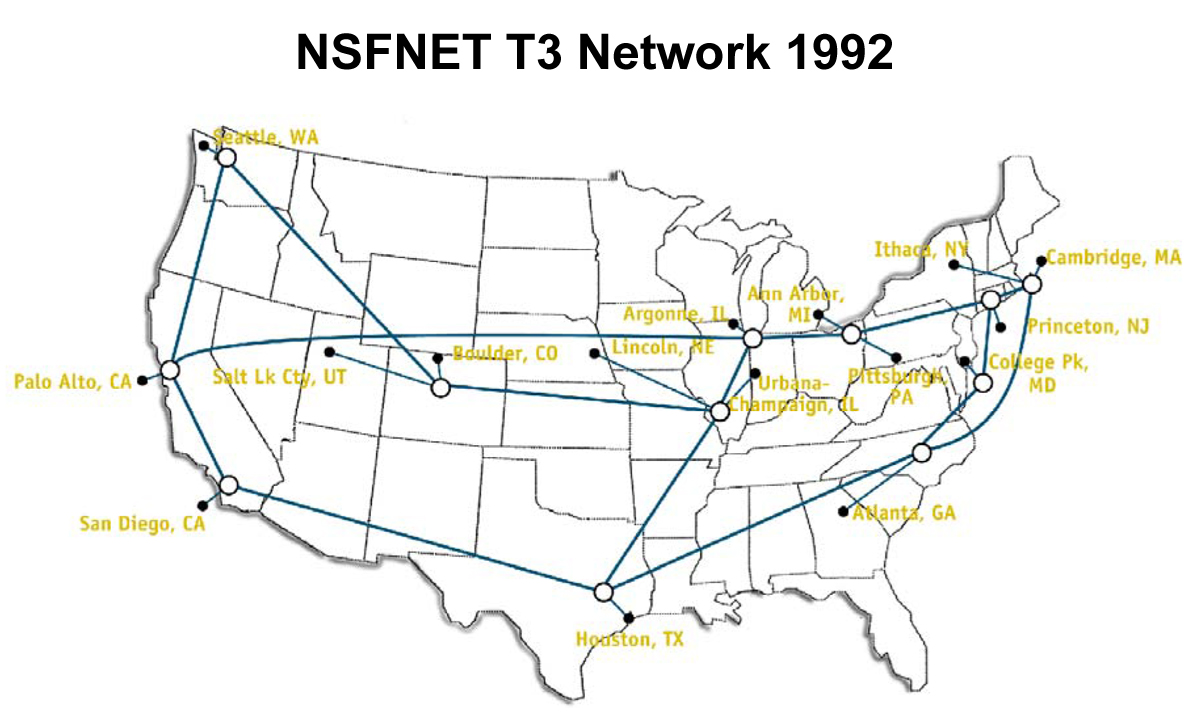
Carte de la dorsale internet des Etats-Unis en 1992

Une dorsale (en anglais : backbone), aussi appelée cœur de réseau, est le nom de l'interconnexion haut débit entre sous-réseaux qui permet le transit des informations au sein d'un réseau informatique étendu. La dorsale est un élément-clé qui doit être convenablement structuré et dimensionné afin de limiter des effets indésirables tels que la congestion. 
Dans un réseau, une dorsale peut relier des sous-réseaux correspondant à différentes parties d'un bâtiment, différents bâtiments d'un site voire différents sites d'une implantation. Une grande entreprise avec une large implantation peut ainsi disposer de sa propre dorsale. La dorsale Internet est un autre exemple bien connu, quoiqu'elle soit en réalité constituée d'une multitude de routes majeures aux gérances tout aussi diverses. 